# Estación Roosevelt (Transmetro Guatemala)
Estación Roosevelt es una estación de la línea 7 del servicio de transporte público Transmetro de la ciudad de Guatemala. Está ubicada entre el anillo periférico y calzada Roosevelt de la zona 11 capitalina. Fue inaugurada el 30 de septiembre de 2019 en la primera fase de la línea por el alcalde Ricardo Quiñonez. 